# سبرة (السبرة)

تعديل مصدري - تعديل

سبرة هي إحدى قرى عزلة مطاية بمديرية السبرة التابعة لمحافظة إب، بلغ تعداد سكانها 575 نسمة حسب تعداد اليمن لعام 2004.